# Sint-Martinusklooster (Venlo)
Het Sint-Martinusklooster is een monumentaal pand in de binnenstad van de Nederlandse plaats Venlo. Het pand staat op de hoek Sint-Martinusstraat/Monseigneur Boermansstraat. Het was in gebruik bij de Broeders van de Onbevlekte Ontvangenis van Maria.

## Geschiedenis
In 1894 werd het gebouw gebouwd naar het ontwerp van de architect Jan Jorna.
In 1987 werd het pand verbouwd tot appartementencomplex.
In 1990 werd de monumentale kapel gesloopt.

## Bouwwerk

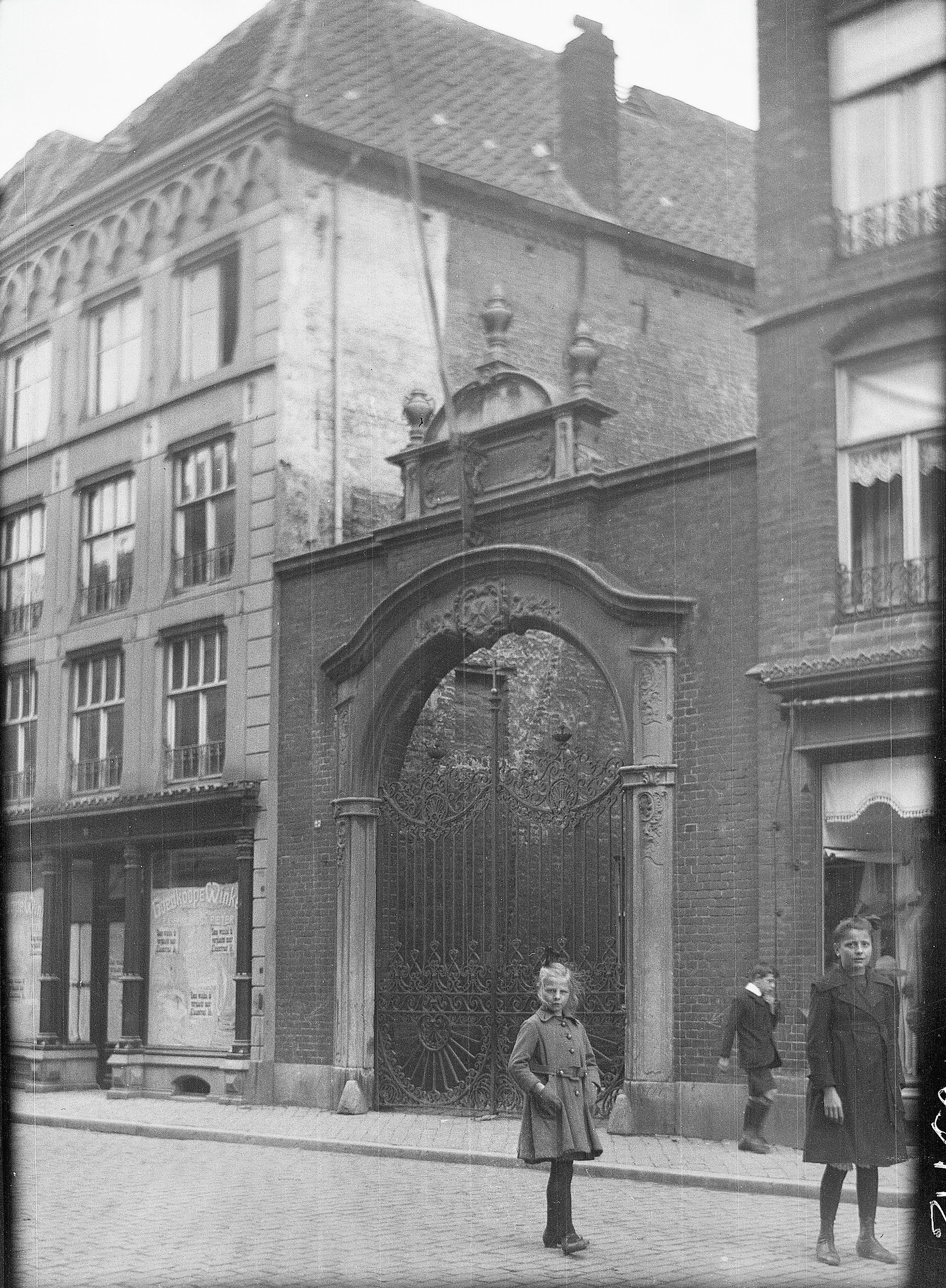
Ingang Kruisherenkerk vanuit de Vleesstraat, verplaatst naar de Sint-Martinusstraat

Het kloostergebouw is opgetrokken in neorenaissancistische stijl, waarbij baksteen als bouwmateriaal gebruikt is met banen van natuursteen. Het middelste gedeelte steekt naar voren uit en hoog in de frontgevel is in een nis een Mariabeeld geplaatst.